# 13156 Mannoucyo
13156 Mannoucyo è un asteroide della fascia principale. Scoperto nel 1995, presenta un'orbita caratterizzata da un semiasse maggiore pari a 2,1931724 UA e da un'eccentricità di 0,2006212, inclinata di 5,38269° rispetto all'eclittica.